# Higashiyamato, Tokyo
Higashiyamato (tiếng Nhật: 東大和市) là một thành phố thuộc ngoại ô Tokyo, Nhật Bản.
Đến năm 2010, thành phố có dân số ước tính là 82.099 và mật độ dân số là 6.060 người/km². Tổng diện tích là 13,54 km².

## Lịch sử
Thành phố được thành lập từ làng Yamato ngày 1 tháng 11 năm 1919, rồi lên thành một thị trấn ngày 3 tháng 5 năm 1954, và đổi tên là Higashiyamato để trở thành thành phố ngày 1 tháng 10 năm 1970.

## Giáo dục
Các trường công lập trong thành phố.
- Trường trung học Higashiyamato  Lưu trữ ngày 27 tháng 11 năm 2009 tại Wayback Machine
- Trường trung học Nam Higashiyamato  Lưu trữ ngày 29 tháng 11 năm 2009 tại Wayback Machine